# Farid Mellouli
Farid Mellouli (sinh ngày 7 tháng 7 năm 1984) là một cầu thủ bóng đá người Algérie thi đấu cho Al-Qadisiyah FC ở Saudi Professional League.

## Sự nghiệp câu lạc bộ
Mellouli sinh ra ở Sétif. Ngày 21 tháng 7 năm 2010, Mellouli ký bản hợp đồng 2 năm cùng với ASO Chlef.

## Danh hiệu
ASO Chlef
- Giải bóng đá hạng nhất quốc gia Algérie: 2011–12

ES Sétif
- CAF Champions League: 2014
- CAF Super Cup: 2015
- Giải bóng đá hạng nhất quốc gia Algérie: 2014–15